# Фонвиель, Вильфрид де
Вильфрид де Фонвиель (24 июля 1824, Париж — 24 апреля 1914) — французский журналист, научный писатель и воздухоплаватель.

## Биография
Был убеждённым республиканцем, во время революционных событий 1848 года входил в состав Палаты представителей. В конце 1840-х годов сотрудничал в ряде газет крайне левой ориентации. После переворота 2 декабря 1851 года, когда Луи Наполеон установил режим Второй империи, был вместе с братом депортирован во Французский Алжир и основал там издание L’Algérie nouvelle, выходившее до 1860 года. Вернулся во Францию по амнистии в 1859 году; после возвращения продолжил заниматься журналистикой и заинтересовался воздухоплаванием. Весной 1856 года Фонвиель совершил воздухоплавательное путешествие (два дня в воздухе от Парижа до Компьена), а в 1869 году другое, вместе с Гастоном Тиссандье (они пролетели 90 км за 35 минут). В 1870 году, когда началась Франко-прусская война, предложил французскому правительству создать разведывательный корпус воздушных шаров, а потерпев неудачу, на аэростате «Egalité» покинул осаждённый пруссаками Париж, был в Бельгии, потом — в Англии, в Лондоне, где произнёс на митинге речь, стараясь возбудить симпатии англичан к Франции. В 1871 году неудачно пытался избраться в парламент. После второй попытки, также неудачной, оставил политику и решил посвятить себя исключительно науке, занявшись написанием научных статей для журналов.
Его сочинения «Histoire des aérolithes» и «Etude sur la mort» имели большой успех. В 1865 году он издал «L’Homme fossile, étude de philosophie géologique», потом ряд сочинений для Bibliotheque des Merveilles («Les Merveilles du monde invisible» — с гравюрами, «Eclair et tonnerre», «Astronomie moderne», 1868) и другие. Из его сочинений исторического характера известны «Souverain» (1853), «Insurrection de l’Inde» (1857), «L’entrevue de Varsovie» (1860), «La Croisade en Syrie» (1860). В разных журналах им напечатан ряд заметок по аэростатике. Его сын Артур Фонвиель, журналист, поместил много статей в «Presse», «Liberté», «Réforme» и «Marseillaise».